# Энгерман, Стэнли
Стэнли Льюис Энгерман (англ. Stanley Lewis Engerman; 14 марта 1936 — 11 мая 2023) — американский экономист и историк экономики в Рочестерском университете. Доктор (1962).

## Биография
В 1962 году получил степень доктора по экономике в Университете Джонса Хопкинса. Известен своей исторической работой, написанной в 1974 году вместе с лауреатом Нобелевской премии по экономике Робертом Фогелем «Time on the Cross: The Economics of American Negro Slaver» («Срок на кресте: экономика рабства американских негров»). Это первая крупная книга Энгермана, она заставила читателей критически подумать об экономике рабства и получила премию Бэнкрофта в области американской истории. Энгерман также опубликовал более 100 статей и является автором, соавтором или редактором 16 монографий.
Энгерман был президентом Ассоциации истории общественных наук, а также президентом Ассоциации экономической истории. Он состоял профессором экономики и профессором истории в Рочестерском университете, где преподавал экономическую историю и экономику спорта и развлечений. С 2009 по 2012 год он был приглашённым профессором на экономическом факультете Гарвардского университета, где преподавал экономику спорта и развлечений.

## Личная жизнь и смерть
Энгерман был женат на Джудит Радер Энгерман, пока она не умерла в 2019 году. У них было трое сыновей.
Скончался 11 мая 2023 года в возрасте 87 лет.

## «Срок на кресте» / «Время на кресте»
Критическое восприятие наиболее читаемой работы Энгермана «Срок на кресте: экономика рабства американских негров» (в соавторстве с Робертом Фогелем) было уникальным в своей публичной видимости. Напоминая экономический анализ Конституции Чарльза А. Бирда в его долговечности, «Срок на кресте» выдвинула множество политических заявлений, основанных на клиометрических количественных методах. Фогель и Энгерман утверждали, что рабство остается экономически жизнеспособным институтом, а рабовладение, в целом, является выгодным капиталовложением, рабовладельческое сельское хозяйство было очень эффективным, а материальные условия жизни рабов «выгоднее, чем у свободных промышленных рабочих».
Чарльз Кроу предложил краткое изложение работы: «Клиометристы объявили о научном открытии совершенно другого Юга во главе с уверенными и эффективными предпринимателями-рабовладельцами, твердо преданными получению солидных прибылей от процветающей экономики с высокими доходами на душу населения и коэффициентом эффективности на 35 % большим, чем у свободного северного сельского хозяйства».

## Исследование с Кеннетом Соколофф
Энгерман в соавторстве с Кеннетом Соколофф написал статью под названием «History Lessons: Institutions, Factor Endowments, and Paths of Development in the New World» («Уроки истории: институты, факторы влияния и пути развития в новом мире»), которую можно найти в «Журнале экономических перспектив» (Journal of Economic Perspectives). Соколофф и Энгерман углубляются и утверждают, что экономическая траектория бывших колоний Нового Света за последние 300 лет в значительной степени определялась различными аспектами их естественной среды обитания. Соколофф и Энгерман сосредоточены главным образом на влиянии почвенных свойств колоний. Соколофф и Энгерман утверждают, что в таких районах, как Куба, где имелись земли, пригодные для производства сахара и кофе, качество почвы приводило к экономии за счет масштаба и плантационного земледелия и рабского труда. Это, в свою очередь, привело к защищенной франшизе, высоким ставкам налогов и ограничениям на образование. В таких районах, как Соединенные Штаты, которые обладали землей, пригодной для выращивания пшеницы, качество почвы привело к мелкомасштабному сельскому хозяйству и относительно равному распределению богатства. Это, в свою очередь, привело к открытой франшизе и широкому государственному образованию. Соколов и Энгерман приходят к выводу, что такие районы, как Соединенные Штаты, которые подчеркивали равенство и доступ к государственному образованию, смогли добиться экономического прогресса быстрее, чем такие районы, как Куба, которые не давали таких возможностей своим жителям. Соколофф и Энгерман приходят к выводу, что такие районы, как Соединенные Штаты, которые подчеркивали равенство и доступ к государственному образованию, смогли добиться экономического прогресса быстрее, чем такие районы, как Куба, которые не давали таких возможностей своим жителям.

## Работы
- Time on the Cross: The Economics of American Negro Slavery (Срок на кресте: экономика рабства американских негров, в соавторстве с Робертом Фогелем, 1974).
- Исторический путеводитель по мировому рабству Сеймура Дрешера и Стэнли Энгермана (1998).
- Рабство, эмансипация и свобода: сравнительные перспективы (лекции Уолтера Линвуда Флеминга в Южной истории) Стэнли Л. Энгермана (2007).
- Рабство (Oxford Readers) со Стэнли Энгерманом, Сеймуром Дрешером и Робертом Пакеттом (2001).
- Эволюция институтов избирательного права в Новом Свете С. Энгерман, К. Соколофф — Журнал экономической истории, 2005-Cambridge Univ Press.
- Институциональные и неинституциональные объяснения экономических различий С. Энгерман, К. Соколофф — NBER Working Paper, 2003.
- Sokoloff K. L., Engerman S. L. History Lessons: Institutions, Factor Endowments, and Paths of Development in the New World // The Journal of Economic Perspectives. — 2000. — Т. 14, № 3. — С. 217—232.